# Compagnie Amai
Compagnie Amai is een Gents gezelschap dat Improvisatietheater speelt in heel Vlaanderen.
Compagnie Amai werd in 2012 opgericht door Katrien Vandepitte en Kenny De Maertelaere. Ze inspireerden zich op Angelsaksische improvisatiewereld waarin grote improvisatiegroepen meestal gekoppeld zijn aan improscholen en waarbij een grote groep meestal bestaat uit kleinere teams die elk hun eigen formats spelen.
Compagnie Amai begon als afsplitsing van amateurtheatergroep Mamathé (een oude rederijkerskamer) om de jongere leden te trainen op theatertechnieken. Een jaar later begonnen speelden ze hun eerste optreden in Café Barville in Gent. Ze spelen zowel optredens bestaande uit korte, onafhankelijke scènes als langere samenhangende theaterstukken en spelen ook op live evenementen.

## Geschiedenis
In 2012 besloten Katrien en Kenny, die elk hun opleiding gevolgd hebben bij respectievelijk Preparee en de BIL, om een eigen gezelschap op te starten dat volledig inspeelde op hun visie en ambitie binnen het improvisatietheater.
Initieel focusten ze zich voornamelijk op gratis thematische optreden in Café Barville te Klein Turkije in Gent. Later werd Compagnie Amai meer gevraagd om ook entertainment of komische acts te voorzien op verschillende events of bedrijven.
In 2014 kwam de grotere naamsbekendheid in Gent door hun Cirque des Freaks shows waar improtheater afgewisseld werd door straattheater en walking acts en de overwinning van Sarah Manhaeve, een van hun speelsters tijdens hun eerste deelname aan de Vlaamse Improcup. Tijdens de Karen Vernimmen wedstrijd, een talentenjacht voor beginnend talent in de podiumkunsten werd in 2014 de 3e plaats gehaald.
Door hun stijgende populariteit kwam steeds meer vraag van geïnteresseerden om ook deel te kunnen uitmaken van het gezelschap. Daarop werd beslist om in 2015 te starten met een eigen lessenreeks waarin nieuwe leden klaargestoomd werden voor het echte werk. De creativiteit bij Katrien en Kenny was borrelend en al snel werden nieuwe formats en thematische improshows het publiek ingegooid.
In 2017 ging "Pas(op) getrouwd" in première. Een duo show waarin het publiek een komische inkijk krijgt op het "perfecte" huwelijksleven van Katrien en Kenny. Met deze show haalden ze zelf het programma van De Edinburgh Fringe in 2019. Al snel volgen verschillende formats het voorbeeld met als meest populaire format het "Hogwarts, an improvised story", gebaseerd op de verhalen van Harry Potter dat in 2018 het levenslicht zag.
In de zomer van datzelfde jaar werd voor het eerst een Improvisatiefestival georganiseerd tijdens de Gentse Feesten in de zomer van 2018. Verschillende groepen uit binnen- en buitenland kwamen hier optreden. Ook in 2019 werd dit overgedaan met een reeks optredens in Bar Mirwaar in de Gentse Burgstraat. De Compagnie Amai academy werd in 2018 uitgebreid met een lessenreeks in Oostende waarmee ze hun speelveld uitbreidden naar andere delen van Vlaanderen. Met Amai on tour trekken ze momenteel Vlaanderen rond om op te treden in verschillende cafés, cc's en feestzalen. Momenteel telt Compagnie Amai om en bij de 50 leden die elk hun plaats hebben binnen het gezelschap.

## Formats
Compagnie Amai spelen verschillende formats van verschillende duur:
- Pas(op) getrouwd
- Los Luchadores
- Hogwarts an improvised story
- Pants on fire
- Quatch
- Lang en ongelukkig
- X-files
- De Kaart
- Ellen en Vincent spelen
- Red hot chilli improv

## De Kemphanen
In 2018 richtte Compagnie Amai "De Kemphanen" op, een theatersport competitie tussen verschillende improgezelschappen in Vlaanderen. In tegenstelling tot de jaarlijkse Vlaamse Improcup (die bestaat uit korte scènes en slechts één afgezant per improgroep toelaat), focust De Kemphanen op langere improformats die met een grotere groep gespeeld worden. Er doen meestal ongeveer 20 improgroepen mee met de competitie. De winnaars tot nu toe zijn:
1. Commotie (2018, georganiseerd door Compagnie Amai)
2. Prism (2019, georganiseerd door Belgische Improvisatie Liga)